# Reagan Youth
I Reagan Youth (gioco di parole riferito alla Gioventù hitleriana) sono stati un gruppo hardcore punk statunitense fondato all'inizio del 1980 nel Queens dal cantante Dave Rubinstein (Dave Insurgent) e dall'amico e chitarrista Paul Bakija. Sono stati un gruppo influente della scena hardcore di New York e del New Jersey, hanno suonato regolarmente al CBGB e fatto lunghi tour negli Stati Uniti, spesso con altre band punk come i Dead Kennedys, i Bad Brains ed i Misfits.

## Stile
Nonostante abbiano spesso utilizzato immagini tipiche del Ku Klux Klan e del partito nazista, i Reagan Youth sono stati un gruppo assolutamente anti-fascista e anti-razzista, suonando anche con band di colore come i Bad Brains. La band ha espresso le ideologie politiche con ironia, ad esempio utilizzando immagini dei due gruppi razzisti per le copertine dei loro album. La loro intenzione era di focalizzare l'attenzione del pubblico tra l'indirizzo politico di Ronald Reagan e del movimento Religious Right e l'ideologia del KKK e del nazismo. Tra le loro canzoni è presente ad esempio Jesus Was a Communist, dura critica al fondamentalismo cristiano degli Stati Uniti, nonché New Aryans, un inno contro Ronald Reagan, gli yuppie ed antirazzista. Dave Rubinstein era a conoscenza del valore ironico ed emozionale di queste immagini, entrambi i genitori, infatti, sono sopravvissuti dell'olocausto.
Musicalmente, il genere dominante del gruppo è l’hardcore punk, anche se alcune canzoni hanno un ritmo maggiormente calmo, con riff di chitarra ed assoli non riscontrabili in molte band del periodo.

## Discografia
- 1984 - Youth Anthems for the New Order
- 1989 - Volume 1
- 1990 - Volume 2
- 1994 - A Collection of Pop Classics
- 1998 - Live & Rare

## Formazione

### Formazione attuale
- Al Pike - basso
- Johnny Aztec - batteria
- Pat - voce

### Ex componenti
- Dave Rubinstein
- Andy Bryan
- Charlie Bonet
- Steve Weinstein
- Rick Griffith
- Victor Dominicis
- Javier Madriaga
- Pat McGowan
- Paul Cripple - chitarra[2]

## Curiosità
- I NOFX citano i Reagan Youth nella canzone Franco Un-American dell'album The War on Errorism. La traccia è una dura critica a George W. Bush ed alla società americana.